# Trollsjön (Nykyrka socken, Västergötland)
Trollsjön är en sjö i Mullsjö kommun i Västergötland och ingår i Göta älvs huvudavrinningsområde. Sjön är en fiskesjö med flertalet bryggor och rastplatser runt sjön. Flera vandringsleder passerar sjön, bland annat Stråkenleden och Mullsjöleden. Trollsjön är omgiven av barrskogsbevuxna sandåsar. Väster om sjön återfinns sjön Stråken och i öster ligger tätorten Mullsjö.

## Galleri

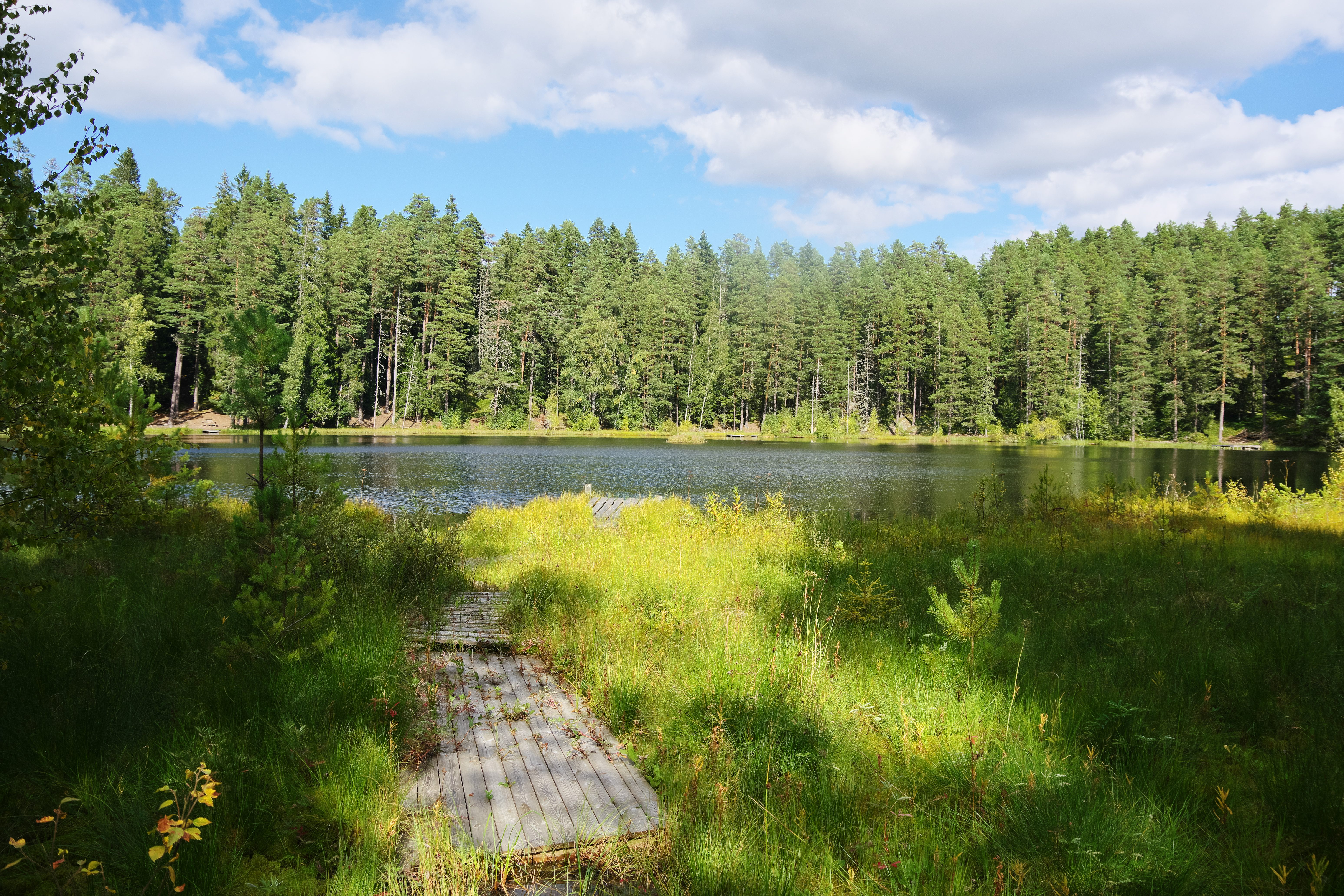
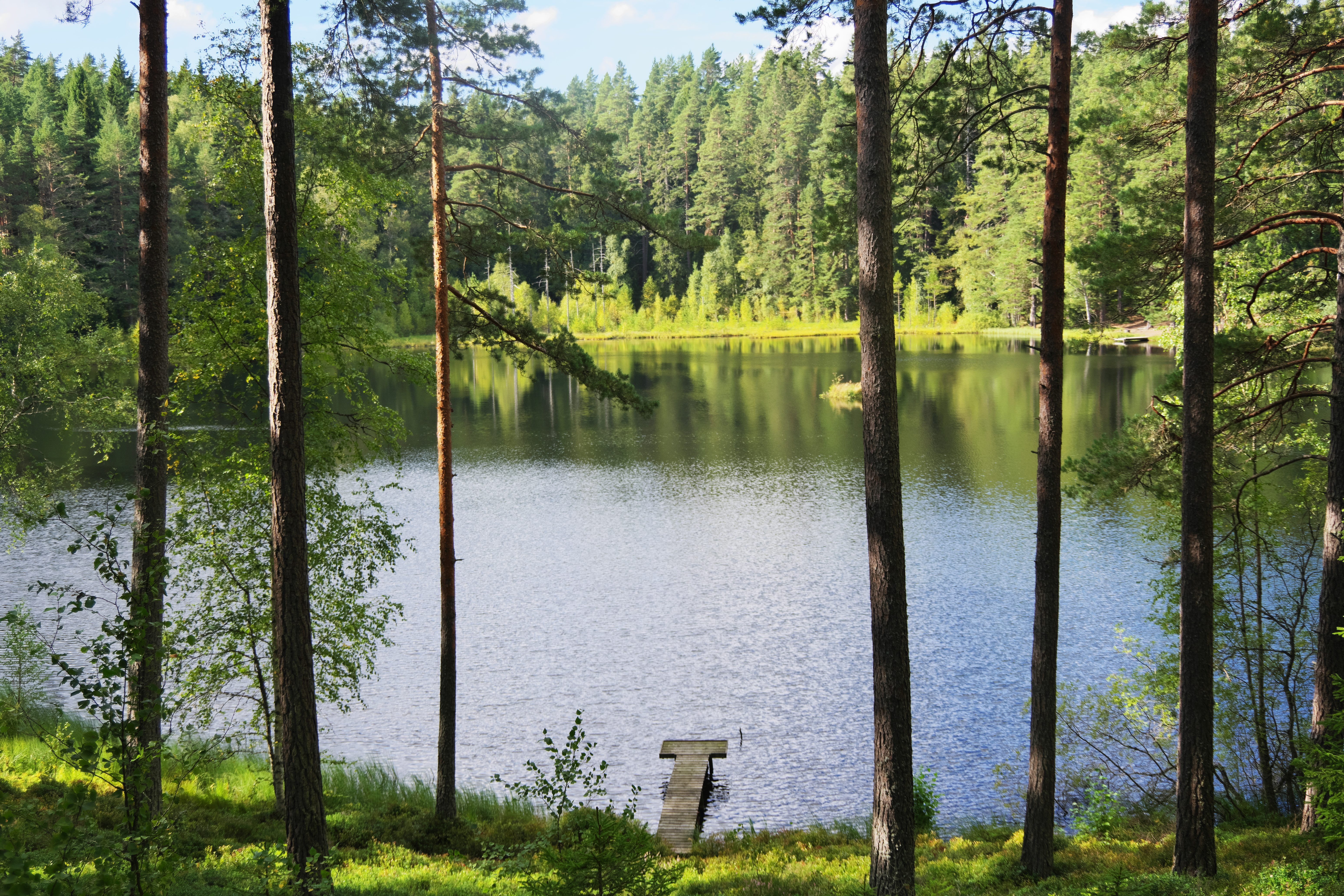
En av sjöns bryggor.
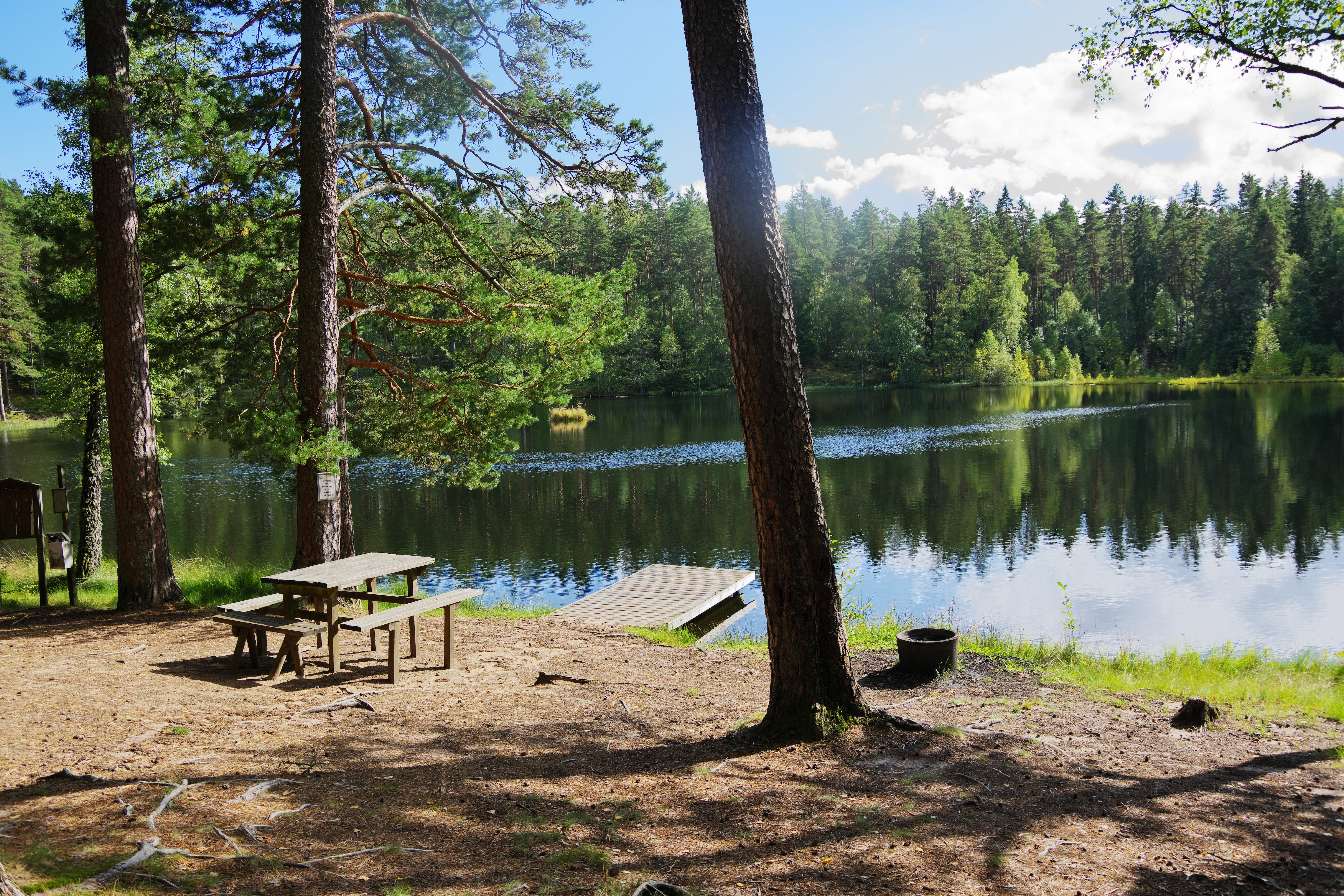
Rastplats med brygga.